# Secteur pastoral de Corbeil-Saint-Germain
Pour les articles homonymes, voir Corbeil.
Pour la commune, voir Corbeil-Essonnes.
Le secteur pastoral de Corbeil-Saint-Germain est une circonscription administrative de l'église catholique de France, subdivision du diocèse d'Évry-Corbeil-Essonnes.

## Histoire
Le synode diocésain de 1987 a modifié le statut du doyenné en secteur pastoral. En 2010, les frontières du secteur furent modifiées.

## Organisation
Le doyenné de Corbeil-Essonnes est rattaché au diocèse d'Évry-Corbeil-Essonnes, à l'archidiocèse de Paris et à la province ecclésiastique de Paris. Il est situé dans le vicariat Centre et la zone urbaine du diocèse.

### Paroisses suffragantes
Le siège du doyenné est fixé à Corbeil-Essonnes. Le secteur pastoral de Corbeil-Saint-Germain regroupe les paroisses des communes de:
- Corbeil-Essonnes (cinq paroisses),
- Étiolles,
- Morsang-sur-Seine,
- Saint-Germain-lès-Corbeil,
- Saint-Pierre-du-Perray,
- Saintry-sur-Seine,
- Tigery,
- Villabé.

### Prêtres responsables
| Période                                  | Période  | Identité       | Fonction précédente | Observation |
| ---------------------------------------- | -------- | -------------- | ------------------- | ----------- |
| ?                                        | en cours | Jacques Vallet |                     | -           |
| Les données manquantes sont à compléter. |          |                |                     |             |

### Publications
Le secteur pastoral publie un journal trimestriel et un magazine intitulé « D'une rive à l'autre ».

## Patrimoine religieux remarquable
- Cathédrale Saint-Spire et Église Saint-Étienne à Corbeil-Essonnes ;
- Église Saint Germain - Saint Vincent à Saint Germain les Corbeil
- Église Saint-Martin à Étiolles ;
- Église Saint-Germain à Morsang-sur-Seine ;

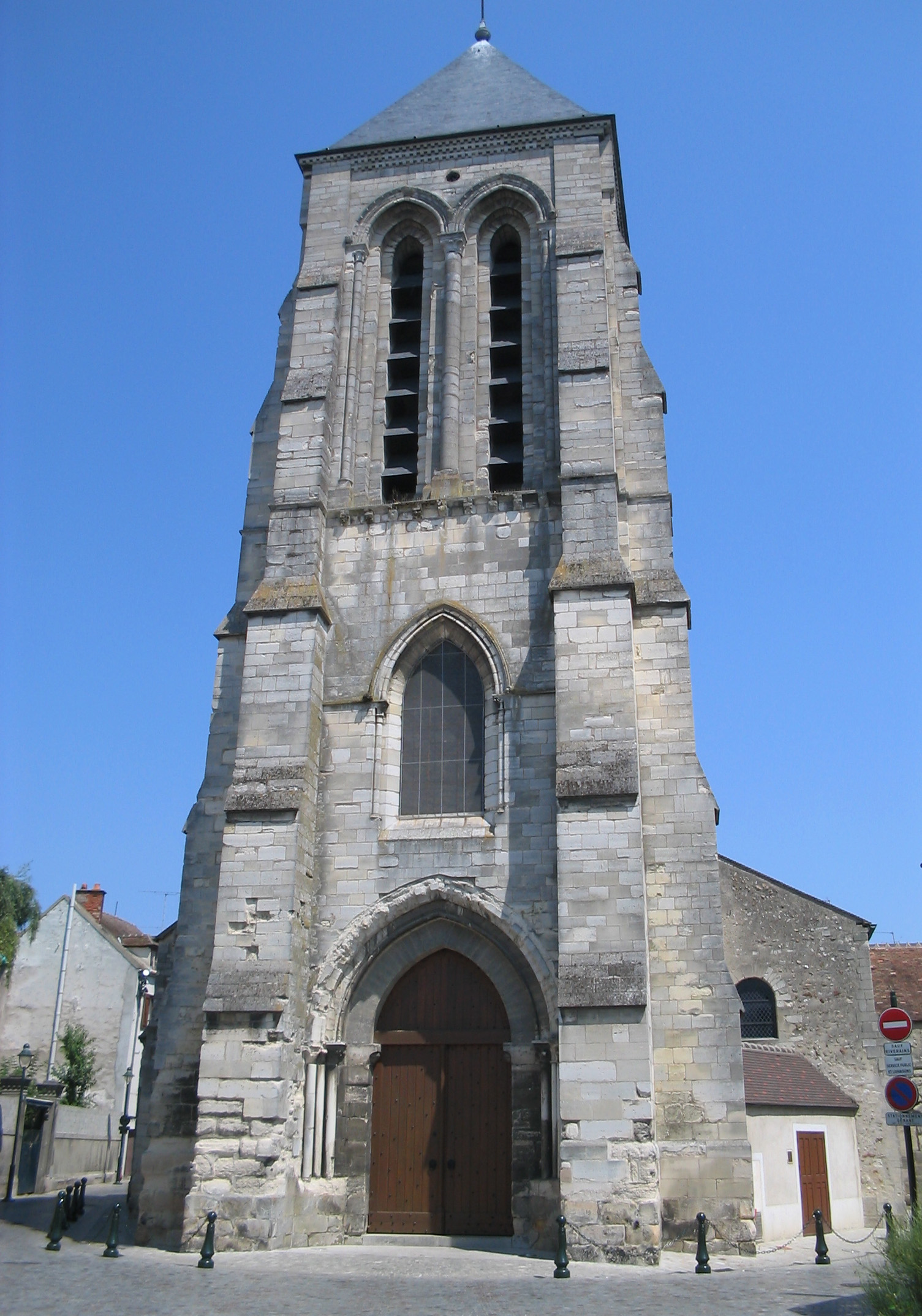
La cathédrale Saint-Spire de Corbeil-Essonnes.
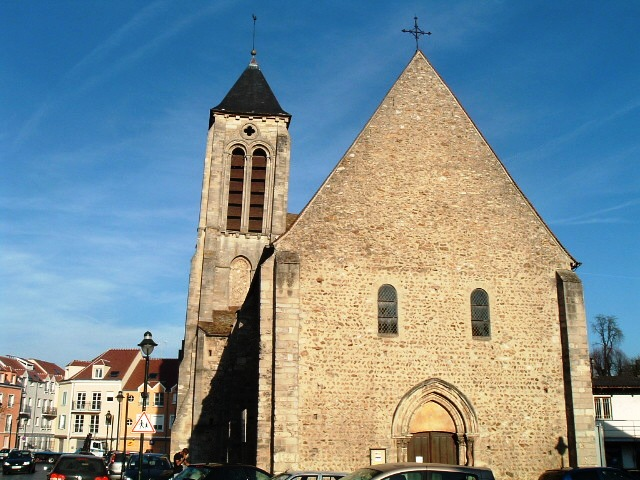
L'église Saint-Étienne de Corbeil-Essonnes.

## Pour approfondir

## Sources
1. ↑  Carte du découpage en secteurs sur le site du diocèse. Consulté le 10/08/2010.